# Ruleta rusa

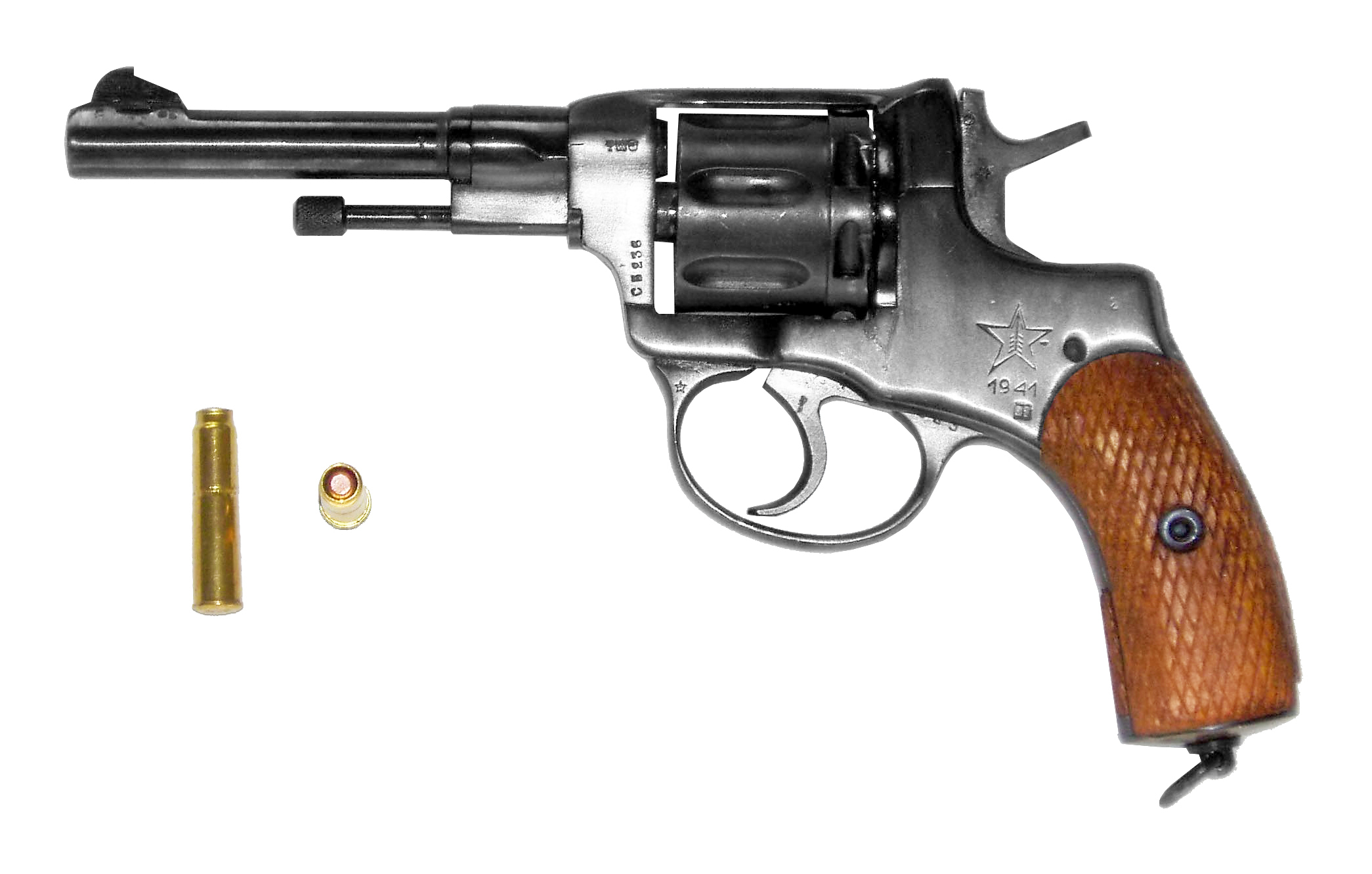
Revólver ruso Nagant M1895. Según el folclore, se trataría del arma usada originalmente en la ruleta rusa

La ruleta rusa es un juego potencialmente mortal, que consiste en que un jugador coloque una o más balas dentro de un tambor de revólver, gire el cilindro (sin ver en dónde quedó el proyectil), coloque el cañón en su sien y presione el gatillo. Se juega generalmente entre dos o más personas. El objetivo es sobrevivir y quedarse con el dinero o la especie de valor a jugar.

## Características del juego
Generalmente se inicia en una mesa. Uno de los jugadores toma un revólver y abre el tambor. En él pone uno o más proyectiles, dependiendo de la cantidad de dinero apostado. Luego gira el tambor al azar, cerrándolo rápidamente de modo que ninguno de los jugadores pueda ver en qué recámara se encuentran los cartuchos. Por turnos los jugadores colocan la boca del cañón sobre su sien y aprietan el gatillo sin mover el arma. Si ningún cartucho es disparado, el jugador continúa en el juego y el revólver pasa a su compañero. Si el jugador se salva, el revólver es pasado al siguiente jugador hasta que a uno de ellos le toque el cartucho y reciba el disparo.

## Historia
El primer uso conocido del término ruleta rusa aparece en un cuento corto de Georges Surdez, publicado en el número del 30 de enero de 1937 del Collier's Magazine. En este, un sargento del ejército ruso en la Legión Extranjera Francesa le cuenta al narrador: «Feldheim... ¿Alguna vez has oído hablar de la ruleta rusa?».
En ese número dos de los protagonistas de la historia explican un juego que del que se hablaba en los cuarteles pero que nadie había visto, el "coucou". 
No está del todo claro si los oficiales jugaban a la ruleta rusa en la época zarista. En un texto sobre el cuerpo de oficiales zarista, John Bushnell, un experto en la historia de Rusia de la Universidad Northwestern, citó dos memorias casi contemporáneas de veteranos del ejército de Rusia: El Duelo (1905), de Aleksandr Kuprin, y Desde el águila bicefala a la bandera roja (1921), de Piotr Krasnov. Ambos libros hablan sobre el escandaloso comportamiento suicida de los oficiales, pero en ninguno de ellos se hace mención de la ruleta rusa. Si el juego se originó en la vida real y no en la ficción, es poco probable saberlo con certeza hoy en día. El arma estándar suministrada a los oficiales rusos desde 1895 hasta 1930 era el revólver Nagant M1895, un revólver de doble acción cuyo tambor gira en sentido horario hasta que el martillo se arma. Sin embargo, utiliza siete cartuchos y no seis, lo que arroja algunas dudas sobre la exactitud de la referencia que se hace en Collier's. Es posible que los oficiales rusos dispararan seis y guardaran el último cartucho en caso de salir vivos de una batalla.
La única referencia a algo parecido a la ruleta rusa en la literatura rusa figura en un libro titulado Un héroe de nuestro tiempo, escrito por Mijaíl Lérmontov (1840, traducido por Vladimir Nabokov en 1958), en el que un acto similar es llevado a cabo por un soldado serbio en el relato El fatalista.
William Shockley, Premio Nobel de Física de 1956 por sus investigaciones sobre semiconductores, afirmó que intentó suicidarse jugando una partida en solitario a la ruleta rusa.

## En la cultura popular

### En el cine y la televisión
Lenguaje coloquial
- Se dice informalmente que se juega a la ruleta rusa cuando uno está en una situación en la que sabe que existe riesgo de sufrir determinadas consecuencias.

Cinematografía
- El juego de la ruleta rusa ha sido mostrado en escenas de películas, por ejemplo en la película: The Deer Hunter, Asesinato 1, 2, 3, Live y 13, así como también en la película española Airbag, en la que su participante usa un revólver de seis cartuchos y dispara 5 veces sobre su sien, saliendo vivo del juego. También en una escena de la película mexicana El siete machos (1950), en la que Cantinflas se juega el liderazgo de la banda de los siete machos.
- En la película peruana La boca del lobo, de Francisco J. Lombardi, se menciona que uno de los protagonistas, el teniente Roca, arruinó su carrera militar por jugar a la ruleta rusa con un cabo del Ejército, quien se suicidó. Hacia el final de la película, Roca y el otro protagonista, el soldado Luna, juegan a la ruleta rusa.

Música
- La banda alemana Helloween lanzó en 2015 una canción llamada "Russian Roulé".
- El artista colombiano Kevin Roldán lanzó en el año 2016 un sencillo el cual llamó "Ruleta Rusa".
- En la canción "Russian Roulette" de la banda de thrash metal Evile se habla específicamente de la ruleta rusa.
- En el álbum debut homónimo de 1982 de la banda de gothic rock y punk The Lords of the New Church figura el tema "Russian Roulette", el cual hace alusión al contraste entre los horrores de la guerra, con la introducción del tema refiriéndose a "tomar un paseo en helicóptero a Vietnam", y la vida banal y ambiciosa; el video musical alude gráficamente a la temática susodicha.
- La banda argentina Los Violadores, en su disco de 1987 Mercado indio, mencionan la ruleta rusa en el tema "Juega a ganar", haciendo hincapié en que no hay segundo puesto.
- En la canción "La locura está en mí", del cantante Santaflow, con Porta y Eneyser, se menciona dicho juego en uno de los versos: "No le temo a la muerte, a la ruleta rusa vine a jugar".
- La canción "Alligator Blood", de la banda de metalcore Bring Me the Horizon, centra su letra en este juego.
- La canción "My Last Words", de la banda de thrash metal Megadeth, también centra su letra en este juego.
- Accept, reconocido grupo de heavy metal, lanzó en el año 1986 un álbum titulado Russian Roulette. El tema con el mismo nombre ocupa el tercer lugar del tracklist.
- En la canción "Not Good Enough for Truth in Cliche", del grupo Escape the Fate, aparece en su estribillo la frase "sentado en este cuarto jugando a la ruleta rusa".
- En la canción del grupo System of a Down llamada "Sugar", se nombra a la ruleta rusa como un deporte cotidiano con una bala llamada vida.
- La canción "Ruleta Rusa", del álbum Monero de alma CD2, de La Mona Jiménez, se refiere a este tema.
- En la canción "Russian Roulette" de la cantante Rihanna, ésta compara una relación sentimental abusiva con las sensaciones de estar en la ruleta rusa antes de tirar el gatillo. En el video musical, Rihanna participa en una sesión de ruleta rusa contra su amante, quién termina siendo vencido el amante, al dispararse.
- En la canción "Poker Face", de la cantante Lady Gaga, se menciona dicho juego en uno de los versos: "La ruleta rusa no es lo mismo sin una pistola".
- El quinto álbum de estudio de la cantante cristiana-protestante Annette Moreno se titula Ruleta Rusa, debido al cuarto corte del disco, que también se llama así y donde compara la drogadicción y prostitución con el "destino fatal" al que se enfrenta alguien al jugar a la ruleta rusa.
- En la canción "Nada", de Zoé, se menciona un "revólver sexual" para jugar ruleta rusa, haciendo referencia a los riesgos que se corren al tener sexo.
- En la canción "La Diabla", del bachatero Romeo Santos, en un verso de la canción se hace referencia a este juego: "Mi alma en la ruleta rusa, mi rival que es tan astuta así, se aprovechó".
- El cantautor español Joaquín Sabina tiene un álbum titulado Ruleta rusa.
- El también español Enrique Iglesias, en su álbum titulado Cosas del Amor, tiene un tema llamado "Ruleta Rusa", cuyo estribillo dice: Reina / ¿Qué soy yo? / Algo que se tira o se usa / Amarte es igual que jugar / a la ruleta rusa.
- En la canción "Ya no sé que hacer conmigo", de la banda uruguaya El Cuarteto de Nos, en cierto momento de la canción, se nombra a la ruleta rusa: "Ya me fui a probar suerte a USA, ya jugué a la ruleta rusa".
- En la canción de la cantante mexicana Alejandra Guzmán "Eternamente bella" se nombra a la ruleta rusa: "Así es la ruleta rusa, échale valor: de que te sirven las dudas, haz igual que yo si encuentro algo que gusta lo tomo y no me lo pienso".
- La banda de hard rock Kiss tiene una canción llamada "Russian Roulette" en su último disco, Sonic Boom.
- La canción "Russian Roulette", del rapero Ice MC, compara el acto sexual sin protección con la ruleta rusa.
- En la canción "Salitral", del grupo argentino Los Piojos, se nombra a este juego de la siguiente manera: "Como si el juego fuera caminar, en la cornisa sin ver, o inevitable fuera jugar, ruleta rusa en todo tiempo y lugar".
- El cantante español de hip hop underground Ihon tiene una canción llamada "Ruleta rusa".
- El cantautor Tony Dize compuso un tema llamado "Ruleta rusa", donde se relaciona constantemente el juego con una historia de amor.
- La canción "Si tu no existieras", del cantautor guatemalteco Ricardo Arjona, menciona este popular juego: "No habría que revolcarse en esta historia inconclusa, que es jugar ruleta rusa con ganas de perder".
- El murguista uruguayo Tabaré Cardozo tiene una canción llamada "Ruleta rusa" junto a Freddy Bessio y Emiliano Muñoz.
- El grupo de rock venezolano Viniloversus tiene una canción titulada "Ruleta rusa", la cual menciona en el coro: "Ruleta rusa, sálvame a mí, dame una excusa para sobrevivir. Ruleta rusa, mátame a mí, no tengo excusas para sobrevivir".
- El rapero mexicano Danger tiene una canción que dice: "Soy ruleta rusa con seis balas al revolver, voy pisando estrellas como caminando en Converse".
- El rapero venezolano MC Ardilla tiene una canción titulada "Ruleta Rusa" en colaboración con Candelaria Family. En el video de dicha canción el perdedor es el mismo Ardilla, al dispararse en la cabeza. Ardilla murió años después en un enfrentamiento callejero.
- La banda de pop coreano (k-pop) Red Velvet lanzó en el año 2016 su tercer miniálbum, Russian Roulette, en el cual la canción principal lleva igualmente ese nombre.
- El rapero español Brock Ansiolitiko hace referencia a este juego poniendo como nombre "Ruleta rusa" a la última canción de su disco del 2019, Ver.S.O.S.
- Se menciona a este juego en la canción "Russian Roulette" (con Charlie Who?), del artista y productor musical noruego Martin Tungevaag, de 2015.
- En la canción "Go Big or Go Home", del grupo K-pop Enhypen, se menciona en uno de los versos: "La vida es como una ruleta rusa que no se puede detener".
- En la canción "Chop Chop Slide", de Insane Clown Posse, se mencionan en unos versos que tienen una arma, le ponen una bala y la van dando vueltas hasta que toca a alguien y se escuchan algunos sonidos de la pistola intentando disparar, hasta que en otro momento de la canción le toca a otro y suena la pistola disparando.
- El cantante argentino de cuarteto Carlos "La Mona" Gimenez tiene un tema titulado "Ruleta Rusa" sobre dos amigos que se disputan una mujer y lo resuelven de esta manera.
- En la canción del cantante portorriqueño Residente titulada Problema Cabrón se menciona en una línea "Juego a la ruleta rusa con do' bala' en la pistola"

Videojuegos
- En Lisa: The Painful hay una parte en donde el jugador es obligado a participar en la ruleta rusa. Allí se tiene que elegir a tres compañeros de equipo para poder pasar, los cuales corren riesgo de morir.
- En la misión "Venganza", del videojuego Call of Duty: Black Ops, los personajes Mason y Woods son obligados a jugar por un Spetsnaz y soldados del Ejército norvietnamita. Woods aprieta primero el gatillo y sobrevive, mientras que Mason aprovecha y le dispara a un soldado norvietnamita, antes de que ambos tomen fusiles AK-47 en medio de la confusión e inicien su escape.
- En Metal Gear Solid 3: Snake Eater, el mayor Ocelot juega una variación de la ruleta rusa con Snake, Eva y Sokolov.
- En Final Fantasy X-2, Logos, un subordinado de Leblanc, utiliza un ataque llamado "Ruleta rusa" en las batallas en las cuales se enfrentan con las heroínas: este puede tener efectos diversos, pero casi siempre inflige daño junto a un estado alterado.
- En el capítulo 4 de Danganronpa 2: Goodbye Despair, Komaeda entra en el Final Dead Room y juega a la ruleta rusa con 5 balas de 6, porque con sólo una bala no le parecía divertido. Al ganar, consigue una enorme recompensa que juega un papel muy importante durante el resto del juego.
- En Yakuza 4 Tanimura se bate entre la vida en la muerte en una misión final de su trama llamada "Juego peligroso", en la cual un anciano de aspecto adinerado le propone una apuesta y reta al joven a la ruleta rusa, diciéndole que si él vence obtiene una suma de dinero apostado por parte del anciano (3.000.000￥).
- En Detroit: Become Human, Hank Anderson posee un revólver, el cual se muestra y es mencionado varias veces, con el que juega a la ruleta rusa consigo mismo cuando llega a estar borracho. Un final alternativo muestra como Hank juega a la ruleta rusa, en el que terminaría matándose.

Juegos
- También hay un juego para ingerir bebidas alcohólicas llamado "ruleta rusa". En él se colocan tantas cervezas como jugadores haya y todos se dan la vuelta menos uno, que agita una cerveza. Todos se ponen la cerveza en la cabeza y quien tenga la cerveza agitada se la bebe y queda eliminado.

Televisión
- En el quinto capítulo de la tercera temporada de 24, durante un motín en una cárcel, Jack Bauer es forzado por los prisioneros a jugar a la ruleta rusa, en el que un guardia muere durante el juego.
- En el capítulo de la serie The X-Files titulado "Pusher", el agente Mulder es obligado a jugar a la ruleta rusa bajo la influencia mental de Modell.
- En un capítulo de la serie La casa de los dibujos los personajes juegan a la ruleta rusa y uno muere.
- En la serie Misterio, que cuenta la vida del líder de una barra brava del Club Universitario de Deportes, éste muere de un disparo mientras jugaba a la ruleta rusa (caso que ocurrió en la vida real).
- En la serie La gran sangre 4, cuando Tony, Mandril y Johan pierden jugando póker, el villano pide jugar a la ruleta rusa.
- En uno de los episodios del anime Mirai Nikki se juega a la ruleta rusa.
- En la serie Dragon Ball, cuando Goku es capturado por una misteriosas mujeres, una de ellas juega a la ruleta rusa y pierde la vida.
- En el segundo episodio de la segunda temporada de la versión mexicana de Mujeres asesinas, llamado "Las Garrido, codiciosas", se juega a la ruleta rusa.
- En el antepenúltimo capítulo (capítulo 137) de la telenovela juvenil Alma Pirata, después de que Cruz (Benjamín Rojas) es tomado como rehén por los hombres de Pablo (Peto Menahem), este último lo ata y le venda los ojos y juegan a la ruleta rusa con un revólver de 6 cartuchos, salvándose de milagro en el último momento cuando ya solo quedaba el cartucho, tras 5 disparos fallidos.
- En los capítulos 46 y 47 de la telenovela colombiana La Prepago se juega a la ruleta rusa con un revólver de seis cartuchos. Participan seis personas sentadas en círculo y prueban suerte, mientras que otras personas detrás de ellos apuestan por el mejor postor a morir.
- En el episodio 4 de la tercera temporada de la serie Peaky Blinders, Tatiana Petrovna (interpretada por Gaite Jansen) roba el revólver de Tommy Shelby (Cillian Murphy), corre por la casa y finalmente juega a la ruleta rusa en su escritorio. La escena es otro de los muchos lugares comunes acerca de la condición rusa del juego.
- En el episodio 19 de la novena temporada de la serie animada Los Simpson, en un cuarto secreto en el bar de Moe, se ve que un grupo de mafiosos asiáticos junto al payaso Krusty jugando a la ruleta rusa, hasta que Moe interviene.
- En el episodio 1 de la segunda temporada de la serie El juego del calamar, The salesman (interpretada por Gong Yoo) juega a la ruleta rusa junto a Seong Gi-hun (Lee Jung-jae) con un revólver de seis cartuchos, poniendo una sola bala y muere al quedarse con el último tiro. Curiosamente el que tuvo que haber muerto era Gi-hun (Lee Jung-jae) , ya que el primero en disparar fue The salesman (Gong Yoo), por el número de cartuchos y el número de jugadores.

Deportes
- En el fútbol, comúnmente se dice que la definición de un partido por tiros desde el punto penal son una "ruleta rusa".